# Saurauia angustifolia
Saurauia angustifolia là một loài thực vật có hoa trong họ Dương đào. Loài này được Turcz. miêu tả khoa học đầu tiên năm 1858.